# Condado de Transylvania
O Condado de Transylvania é um dos 100 condados do estado americano da Carolina do Norte. A sede do condado é Brevard, e sua maior cidade é Brevard. O condado possui uma área de 986 km² (dos quais 6 km² estão cobertos por água), uma população de 29 334 habitantes, e uma densidade populacional de 30 hab/km² (segundo o censo nacional de 2000). O condado foi fundado em 1861.